# Saturnino di Cagliari
Saturnino (Saturninus, in latino, e Sadurru, in sardo; Cagliari, 23 maggio 285 – Cagliari, 30 ottobre 304) è stato un cristiano vissuto in Sardegna e, secondo la tradizione, martirizzato durante le persecuzioni volute da Diocleziano. Venerato dalla Chiesa cattolica, è patrono della città di Cagliari.

## Agiografia
La Passio Sancti Saturnini Martyris è il più attendibile e antico documento che narra la vicenda del santo. Venne redatta dai monaci Vittorini della basilica di San Saturnino a Cagliari nel primo trentennio del XII secolo, sulla base di testi più antichi. La Passio, pervenutaci tramite una copia quattrocentesca, racconta che il giovane Saturnino venne jugulatus, cioè sgozzato (non decapitato), il 30 ottobre del 304, all'età di 19 anni.

## Culto
Il 12 ottobre 1621 le reliquie del santo vennero rinvenute e traslate nella cripta del duomo di Cagliari, il santuario dei Martiri, dove si trovano tuttora; in quell'occasione, l'arcivescovo d'Esquivel spostò la data del martirio, e quindi della festa, di san Saturnino al 30 ottobre.

Occorre dire, però, che le reliquie rinvenute nel 1621 sono da ritenersi un falso, frutto di una lotta intestina per l'affermazione della supremazia della Chiesa di Cagliari nei confronti di quella di Turris (Porto Torres-Sassari). Così, il rinvenimento di alcune parti di una lastra che citava il nome di san Saturnino nelle vicinanze di un sarcofago, nell'area cimiteriale che sorgeva intorno alla basilica, divenne il rinvenimento delle reliquie del santo.
Intorno al 750, durante la dominazione longobarda, le reliquie furono portate in parte a Pavia (dove sono venerate all'interno della basilica di San Michele Maggiore) e in parte a Milano, molto probabilmente con lo scritto originale della Passio, per salvarle dalle incursioni saracene o, anche in questo caso, per aumentare il prestigio di quella diocesi. 
Il santo patrono di Cagliari è stato venerato a Milano per diversi secoli, tra il secolo VIII e fin oltre il 1700. Il Liber Notitiae Sanctorum Mediolani, opera del 1289 attribuita a Goffredo da Bussero cita, nel De Saturnino Martyre Calaritano, che le sue spoglie erano custodite nella antica chiesa dedicata a san Martino e traslate poi a San Vittore al Corpo e che venivano regolarmente officiate funzioni religiose in Suo onore.
La notizia della presenza delle spoglie del martire Saturnino nella chiesa di San Vittore è confermata anche dal conte Galeazzo Gualdo nel suo libro del 1566 Relazione della città e stato di Milano.
Una immagine di san Saturnino di Cagliari è effigiata sulla volta della navata centrale della chiesa di San Vittore, e una statua di san Saturnino di Tolosa  patrono di Pamplona si trova su una guglia del duomo di Milano (G23 lato sud).
Si ha notizia della ricognizione a Milano sulle reliquie del santo cagliaritano effettuata da san Carlo Borromeo. L'ultima ricognizione è stata effettuata dal card. Schuster nel 1941.

### Edifici religiosi intitolati a San Saturnino di Cagliari
San Saturnino (santu Sadurru, in lingua sarda) è venerato soprattutto a Cagliari, nella chiesa a lui dedicata e nella cattedrale. Qui gli è dedicata una cappella nella cripta, dove si trovano le reliquie (che, come abbiamo visto, con tutta probabilità appartengono a qualcun altro) e una statua che lo raffigura. Sempre nel Duomo, un'altra statua raffigurante il martire, tradizionalmente attribuita a Giuseppe Antonio Lonis ma probabilmente seicentesca, è esposta sull'altare di Sant'Isidoro.

Viene inoltre ricordato, con un'importante cerimonia liturgica in lingua sarda nella parrocchiale a lui dedicata, il 30 ottobre di ogni anno nella cittadina di Isili.
La devozione al martire cagliaritano si diffuse nelle varie parti dell'isola, come testimoniano i diversi edifici di culto che gli furono dedicati, oltre alla basilica paleocristiana in Cagliari:
- la chiesa di San Saturno, a Ussana.
- la chiesa di San Saturno (non più esistente), prima parrocchiale di Sinnai.
- la chiesa parrocchiale di San Saturnino, a Isili.
- il santuario della Madonna delle Grazie, a Iglesias, originariamente dedicato a san Saturno, dove è custodito un quadro del XVIII secolo raffigurante il santo.
- la chiesa di San Saturno, a Oristano.
- la chiesa di San Saturnino di Usolvisi, a Bultei -Benetutti.
- la chiesa di San Saturnino di Musidanu (Santu Sadurinu), di cui rimangono scarse rovine nell'agro di Padria.
- Ruderi di chiese intitolate al santo si trovano nei pressi di Arixi e di Mandas.
  - San Saturnino è venerato anche all’estero e precisamente nella chiesa parrocchiale di Sarzeau, cittadina della Bretagna sulla penisola di Rhuys nel dipartimento del Morbihan (56) con capoluogo Vannes, dove c'è una pregevole statua che lo raffigura. La Chiesa di Sarzeau e la statua che raffigura il Santo sono entrambe  dedicate a Saint Saturnin de Toulouse non a San Saturnino o più correttamente  Saturno o nella lingua locale Sadurru da Cagliari (ci vuole della bella fantasia a pensare che un ragazzo martirizzato a  19 anni del quale non c'è assolutamente nessuna traccia che possa anche solo far immaginare che abbia mai messo piede fuori della città dove viveva, possa essere venerato addirittura nel nord della Francia). Saint Saturnin o Sernin de Toulouse (+257 circa) è un  santo venerato dalla Chiesa Cattolica Romana (che così definita ha carattere Universale e non locale). Saint Saturnin de Toulouse è  uno dei più importanti Santi venerati in  Francia e soprattutto nella Francia meridionale. Dalla sua celebre Passio, il cui autore è rimasto anonimo, si sono potuti rilevare importanti elementi sulla diffusione del Cristianesimo in Gallia. Il Santo venne martirizzato in Francia indicativamente trent'anni prima che nascesse San Saturno/Sadurru da Cagliari, oggi meglio conosciuto con l'errato nome di San Saturnino, attribuitogli solo nel XII secolo dai Monaci Vittorini  che, sostanzialmente, ricopiarono  la Passio del più noto San Saturnino di Tolosa completandola con quella di San Sergio. Il più celebre e competente storico cagliaritano, il prof Bachisio Raimondo Motzo, (ma più recentemente anche un'altra notissima studiosa della storia cagliaritana, la prof. Serra), ha ben evidenziato con un'approfonditissima e documentata ricerca/studio, mirabilmente conservata nell'Archivio Storico di Cagliari, che la Passio confezionata dai Monaci Vittorini per San Saturno da Cagliari (in seguito storpiato in Saturnino) è semplicemente copiata da altre più note e, in particolare, proprio da quella del quasi omonimo San Saturnino da Tolosa, tanto che i Vittorini non ritennero nemmeno di cambiare il nome dell'originale. Alcuni ritennero questo modo di fare il voler surrettiziamente introdurre sull'isola il culto di San Saturnino da Tolosa  a cui erano devoti. Secondo il prof Motzo quest'ultima tesi non ha reali fondamenti. In ogni caso, il prof. Motzo fa, incontrovertibilmente, venir meno qualsiasi contenuto della Passio copiata dai monaci marsigliesi, compresa la data della morte (e quindi anche della nascita dando per originale l'iscrizione lapidea che ne stabilisce l'età al momento del decesso che sembra più probabilmente riferibile al 23.11.303 come correttamente si celebrava in precedenza prima di attribuire immeritata verità alla Passio confezionata dai monaci francesi),

1. ↑  Dalla Passio che Saturnino era civis, cioè cittadino cagliaritano; e, inoltre, che Saturnino morì il 30 ottobre del 304. Da un'iscrizione lapidea si sa che visse 19 anni 5 mesi e otto giorni. Ne deriva la data di nascita di Saturnino.
2. ↑   San Saturnino di Cagliari, su santiebeati.it. URL consultato il 30 ottobre 2021.
3. ↑   Roberto Coroneo, Architettura Romanica dalla metà del Mille al primo '300, Nuoro, Ilisso, 1993,  p. 31, ISBN 88-85098-24-X.
4. ↑   San Saturnino: martire Patrono di Cagliari, su sanpietroapostolopirri.it. URL consultato il 23 novembre 2009.